# Gouverneur de Porto Rico
Le gouverneur de Porto Rico est le chef du gouvernement du Commonwealth de Porto Rico. Depuis 1949, le gouverneur est élu au suffrage universel direct par le peuple de Porto Rico. Avant cette date, le gouverneur était nommé soit par le roi d'Espagne (1510-1898) soit par le président des États-Unis (1898-1946).

## Premiers gouverneurs de Porto Rico
En 1579, Juan Ponce de León II est devenu le premier Portoricain à assumer, à titre temporaire, le poste de gouverneur de Porto Rico jusqu'à l'arrivée de Jerónimo de Agüero Campuzano, qui est devenu gouverneur de l'île la même année.
Durant plusieurs mois, en 1923, Juan Bernardo Huyke a assuré l'intérim entre les administrations de Emmet Montgomery Reily et de Horace Mann Towner.
En 1946, le président Harry S. Truman nomme Jesús T. Piñero au siège de gouverneur. C'était la première fois dans l'histoire que le gouvernement des États-Unis nommait un natif de Porto Rico au plus haut poste de l'île. Piñero est resté en fonction jusqu'en 1948, lorsque les Portoricains ont été autorisés à choisir leur gouverneur pour la première fois.
En 1948, Luis Muñoz Marín est devenu le premier Portoricain élu au poste de gouverneur de Porto Rico.

## Conditions d'exercice
Le 25 juillet 1952, la Constitution de Porto Rico a été approuvée par le Congrès des États-Unis. La troisième section de l'article IV de la Constitution établit les conditions qui doivent être remplies afin de devenir gouverneur. Le gouverneur doit être un citoyen américain, un résident de Porto Rico durant cinq années consécutives et avoir au moins 35 ans au moment de l'élection.
Le gouverneur est élu pour un mandat de quatre ans qui commence le deuxième jour de janvier, après l'année de son élection et se termine à la date de prise de fonction de son successeur. Le nombre de mandats consécutifs est illimité, conformément à la Constitution de l'île. Comme Luis Muñoz Marín, son premier gouverneur élu, a servi pendant quatre mandats consécutifs de 1949 à 1965, la constitution du Commonwealth a été ratifiée par le peuple de Porto Rico en 1952.

## Système électoral
Le gouverneur de Porto Rico est élu pour un mandat de quatre ans au scrutin uninominal majoritaire à un tour.
La Constitution stipule que si la marge de victoire d'un candidat est inférieure à 0,5 % des voix, un nouveau décompte complet de l'élection doit avoir lieu. Jusqu'à présent, seules les élections de 1980 et de 2004 ont donné lieu à un nouveau décompte.
Sur le même bulletin de vote que le gouverneur, la population vote pour le commissaire résident de Porto Rico. Cet élu représente Porto Rico au Congrès des États-Unis. Les candidats au poste de gouverneur et de commissaire résident ne sont pas associés, ce qui signifie que, contrairement aux élections présidentielles aux États-Unis (où les électeurs ne peuvent choisir entre un président d'un parti politique et un vice-président d'un autre parti), le peuple peut choisir d'élire des candidats de différents partis (ce qui n'a eu lieu qu'en 2004).

## Pouvoirs du gouverneur

Étendard du gouverneur de Porto Rico.

Le gouverneur est le chef du gouvernement de Porto Rico. Il a le pouvoir de veto sur tous les projets que l'Assemblée législative de Porto Rico veut passer. Le gouverneur a également le pouvoir de nommer les membres de son cabinet; ces nominations, à leur tour, doivent être ratifiées par l'Assemblée législative. Le gouverneur a également le pouvoir de nommer des juges à la Cour suprême de Porto Rico et à tous les tribunaux inférieurs de l'île.
Le gouverneur doit répondre à l'Assemblée législative au début de chaque année en présentant deux discours, l'un est le discours de l' État du Commonwealth et un autre dans lequel le gouverneur présente le budget recommandé pour la prochaine année fiscale dans laquelle le gouverneur propose à l'Assemblée législative un budget d'État pour l'examen de ce corps. Il est également le commandant en chef de la Garde nationale de Porto Rico et le chef de la diplomatie.

## Prestation de serment

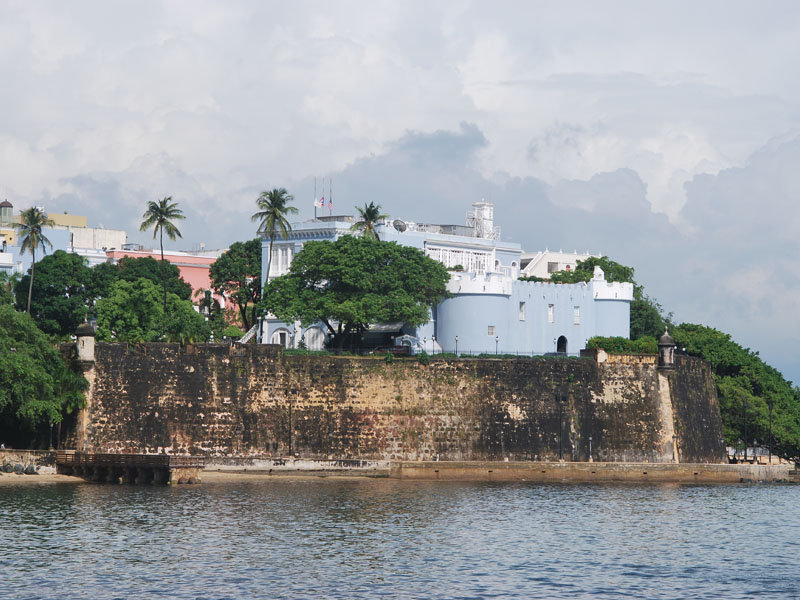
La Fortaleza est la plus ancienne maison du gouverneur en utilisation continue dans le monde occidental.

Le gouverneur prête le serment suivant en Espagnol, devant le Juge en chef de la Cour suprême de Porto Rico :
Yo, (nombre), como Gobernador de Puerto Rico, juro solemnemente que mantendré y defenderé la Constitución de los Estados Unidos y la Constitución y las Leyes del Estado Libre Asociado de Puerto Rico contra cualquier enemigo interior o exterior; que prestaré fidelidad y adhesión a las mismas; Que asumo esta obligación libremente, sin reserva mental ni propósito de evadirla; que desempeñaré bien y fielmente los deberes del cargo que estoy próximo a ejercer. Que así me ayude Dios.
Moi, (nom), en tant que gouverneur de Porto Rico, jure solennellement que je veillerai au maintien et à la défense de la Constitution des États-Unis et de la Constitution et des lois de l'État libre associé de Porto Rico contre tout ennemi, intérieur ou extérieur; que je leur jure fidélité et allégeance; que j'accepte cette obligation librement, sans arrière-pensée ni volonté de m'y soustraire ; et que je remplirais correctement et fidèlement les devoirs de la fonction que je suis sur le point d'exercer. Que Dieu puisse me venir en aide dans cette tâche.

## Succession
En cas de décès, de démission ou de destitution (par impeachment et de conviction) du gouverneur, le secrétaire d'État exerce alors le poste de gouverneur jusqu'à la fin du mandat de quatre ans. Dans le cas où le secrétaire d'État est réticent ou incapable de l'assumer, le procureur général (ou secrétaire du département de la justice) assume le poste de gouverneur, suivie par les secrétaires au Trésor, à l'Éducation, au Travail et aux ressources humaines, aux Transports et aux travaux publics, au Développement économique et au Commerce, à la Santé et à l'agriculture. En cas de vacance absolue, l'Assemblée législative élit à la majorité de tous ses membres un gouverneur pour le reste du mandat.

## Commission du cinquième centenaire de la Gouvernance de Porto Rico
Le 13 avril 2010, le gouverneur Luis Fortuño et le secrétaire d'État Kenneth McClintock ont signé un décret prévoyant la célébration du 500e anniversaire de la Gouvernance[réf. nécessaire] de Porto Rico, en reconnaissant qu'il semble bien que Juan Ponce de León a été nommé en 1508, les premières références le concernant parlant de « gouverneur de l'île de San Juan » (désignation de l'époque) n'apparaissent pas avant la signature du roi Ferdinand en 1510, selon l'historien officiel de Porto Rico, le docteur Luis González-Vale. Fortuño l'a d'ailleurs nommé président de la Commission du cinquième centenaire de la Gouvernance de Porto Rico. Les membres incluent, entre autres, le Secrétaire McClintock, le président de la Sacred Heart University José Jaime Rivera, le président de l'université interaméricaine de Porto Rico, Fernós Manuel, le maire de San Juan Jorge Santini, le maire de Guaynabo, Hector O'Neill, et le directeur exécutif de l'Institut de Puerto Culture Rica[réf. nécessaire] (IPC) Mercedes Gómez. Le gouverneur a également nommé un comité consultatif qui comprend l'ex-directeur exécutif de la CIP et anthropologue, don Ricardo Alegría.

## Liste des gouverneurs successifs
| №  | Portrait | Nom                                 | Début du mandat | Fin du mandat  | Parti                      |
| -- | -------- | ----------------------------------- | --------------- | -------------- | -------------------------- |
| 1  |          | Luis Muñoz Marin (1898–1980)        | 2 janvier 1949  | 2 janvier 1965 | Parti populaire démocrate  |
| 2  |          | Roberto Sánchez Vilella (1913–1997) | 2 janvier 1965  | 2 janvier 1969 | Parti populaire démocrate  |
| 3  |          | Luis A. Ferré (1904–2003)           | 2 janvier 1969  | 2 janvier 1973 | Nouveau parti progressiste |
| 4  |          | Rafael Hernández Colón (1936–2019)  | 2 janvier 1973  | 2 janvier 1977 | Parti populaire démocrate  |
| 5  |          | Carlos Romero Barceló (1932–2021)   | 2 janvier 1977  | 2 janvier 1985 | Nouveau parti progressiste |
| 6  |          | Rafael Hernández Colón (1936–2019)  | 2 janvier 1985  | 2 janvier 1993 | Parti populaire démocrate  |
| 7  |          | Pedro Rosselló González (1944–)     | 2 janvier 1993  | 2 janvier 2001 | Nouveau parti progressiste |
| 8  |          | Sila María Calderón (1942–)         | 2 janvier 2001  | 2 janvier 2005 | Parti populaire démocrate  |
| 9  |          | Aníbal Acevedo Vilá (1962–)         | 2 janvier 2005  | 2 janvier 2009 | Parti populaire démocrate  |
| 10 |          | Luis Fortuño Burset (1960–)         | 2 janvier 2009  | 2 janvier 2013 | Nouveau parti progressiste |
| 11 |          | Alejandro García Padilla (1971–)    | 2 janvier 2013  | 2 janvier 2017 | Parti populaire démocrate  |
| 12 |          | Ricardo Rosselló Nevares (1979–)    | 2 janvier 2017  | 2 août 2019    | Nouveau parti progressiste |
| 13 |          | Pedro Pierluisi (1959–)             | 2 août 2019     | 7 août 2019    | Nouveau parti progressiste |
| 14 |          | Wanda Vázquez (1960–)               | 7 août 2019     | 2 janvier 2021 | Nouveau parti progressiste |
| 15 |          | Pedro Pierluisi (1959–)             | 2 janvier 2021  | 2 janvier 2025 | Nouveau parti progressiste |
| 16 |          | Jenniffer González (1976–)          | 2 janvier 2025  | en cours       |                            |